# Ylang-Ylang-Öl

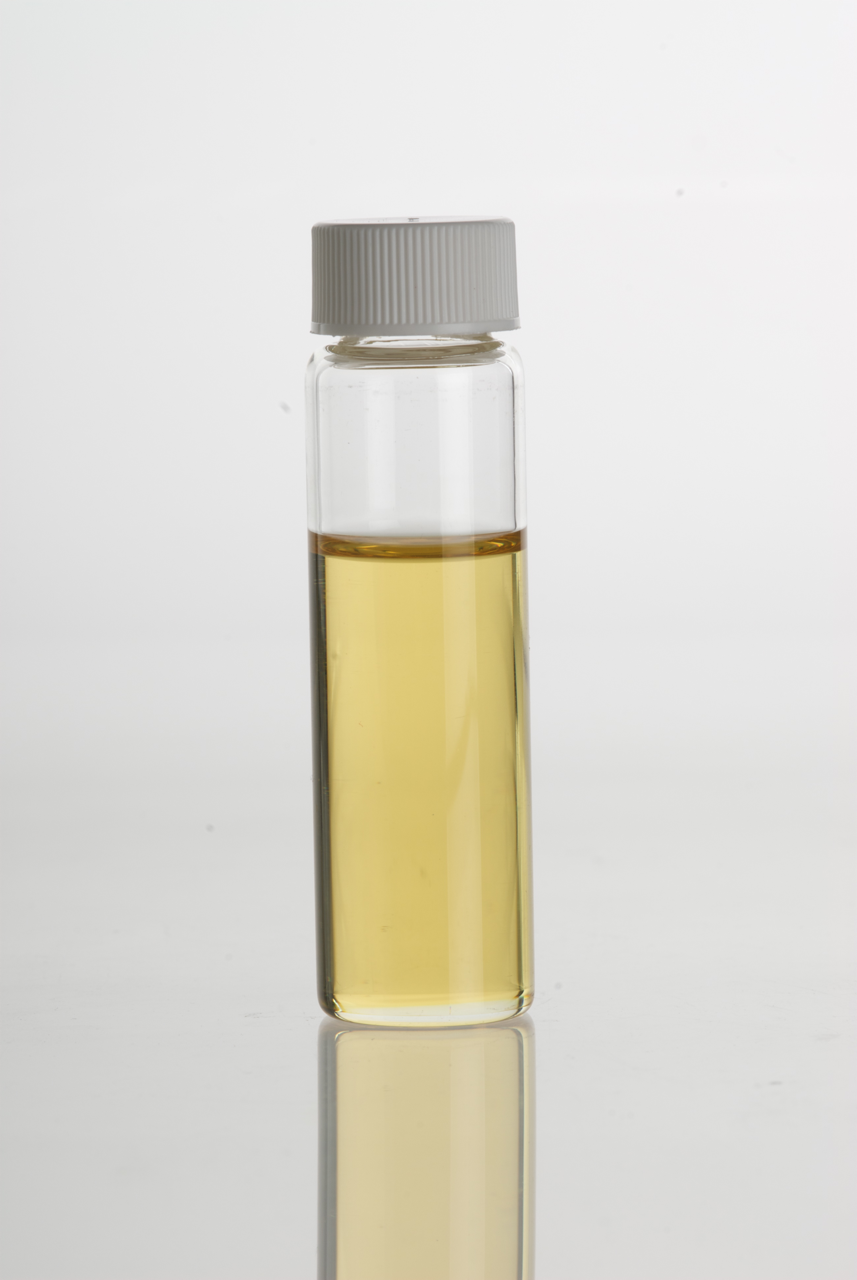
Ylang-Ylang-Öl aus Cananga odorata

Mit Ylang-Ylang-Öl bezeichnet man verschiedene ätherische Öle, die mit unterschiedlichen Destillationstechniken aus unterschiedlichen Blütenvarietäten des tropischen Ylang-Ylang-Baumes gewonnen werden.
Ein ähnliches Öl (Champacaöl) liefert Magnolia champaca. Es darf nicht verwechselt werden mit Champaca- oder Guajakholzöl, welches von Bulnesia sarmientoi oder von Guaiacum officinale und Guaiacum sactum stammt.

## Ylang-Ylang-Öl

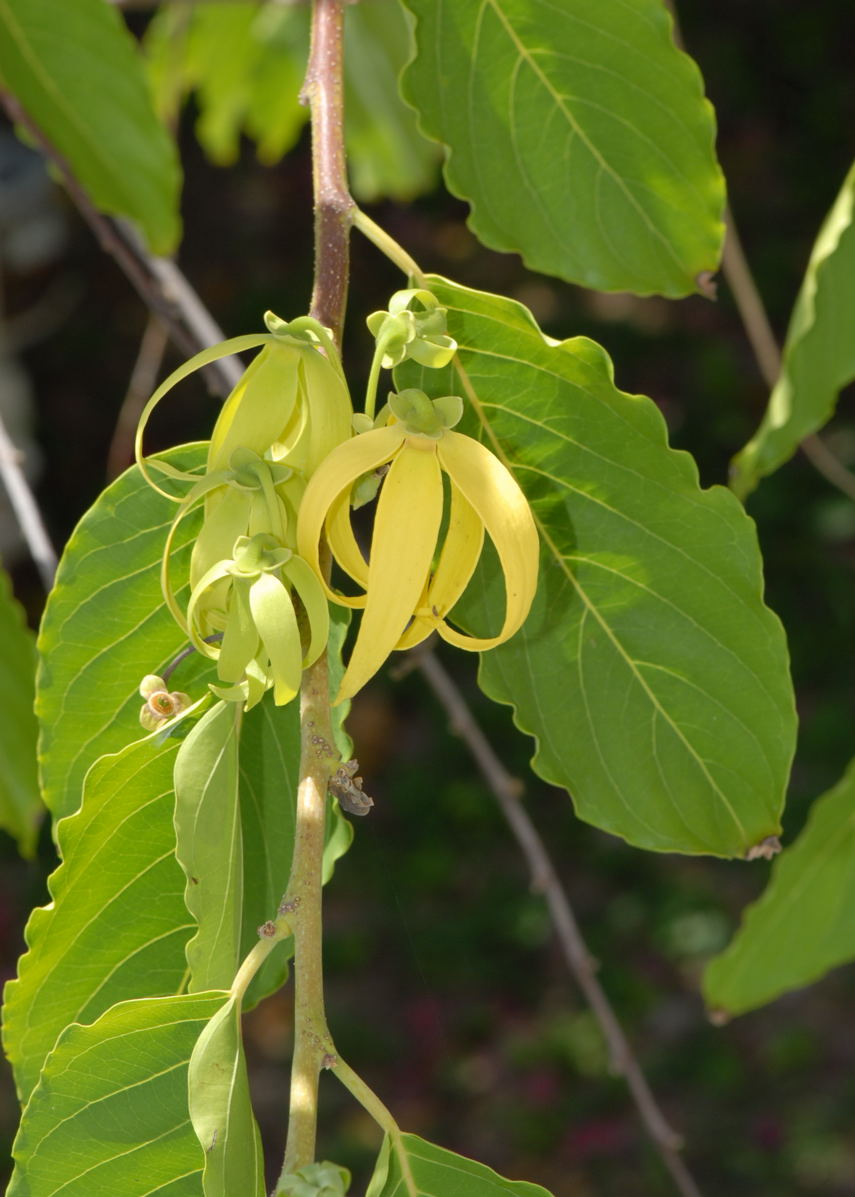
Ylang-Ylang (Cananga odorata)

Aus den Blüten von Cananga odorata wird Ylang-Ylang-Öl (FEMA 3119) durch Wasserdampfdestillation gewonnen. Es werden hierfür die niederen Fraktionen verwendet.

### Herstellung
Die Destillation erfolgt fraktioniert. So ergeben sich mehrere Qualitäten (Extra Superior, I, II und III) des Öls, je nachdem wie lange destilliert wird. Entsprechend ist Extra gelblich-ölig mit süß-blumigem Duft, während III ein gelbes Öl mit süß-blumigem Holzgeruch darstellt. Der kommerzielle Hauptproduktionsort ist auf Madagaskar und den Komoren und es werden nur die dort wachsenden Varietäten verwendet.

### Zusammensetzung
Die intensiveren Duftstoffe in den ersten Fraktionen sind p-Kresylmethylether (5–16 %), Methylbenzoat (4–9 %), (−)-Linalool (7–24 %), Benzylacetat (5,5–17,5 %) und Geranylacetat (2,5–14 %). Die in den minderwertigeren Fraktionen in höherem Maß enthaltenen Inhaltsstoffe sind Sesquiterpene wie Caryophyllen, Germacren-D und (E,E)-α-Farnesen (insg. bis zu 70 % in III). Die Dichte liegt bei 0,95–0,975 (Extra) bzw. 0,905–0,925 (III).

### Verwendung
Ylang-Ylang-Öl wird bei der Herstellung von Parfüms (zum Beispiel Chanel Nº 5), parfümierten Seifen und bei der Aromatherapie verwendet. In vielen Ländern gilt es als Heilöl. Auch in Lebensmitteln wie Speiseeis, Süßigkeiten und Kaugummi wird es eingesetzt.

## Kanangaöl
Das Kanangaöl (Canangaöl, FEMA 2232) wird ebenfalls aus den Blüten des Ylang-Ylang destilliert, allerdings aus anderen Fraktionen. Nur die höheren Fraktionen oder auch das Gesamtdestillat. In Kosmetikprodukten wird es in der Liste der Inhaltsstoffe als CANANGA ODORATA FLOWER CERA (INCI) aufgeführt.

### Zusammensetzung
In seiner Zusammensetzung ist das Kanangaöl dem Ylang-Ylang-Öl ähnlich. Neben 2-Phenylethanol, Geraniol, Nerol und Nerolidol enthält es noch größere Mengen der Sesquiterpen-Kohlenwasserstoffe, aber nur sehr wenig Methylbenzoat und Benzylacetat.
Die Dichte liegt bei 0,906–0,923, der Brechungsindex bei 1,4950–1,5050.

### Verwendung
Die Verwendung des Kanangaöls ist ähnlich dem Ylang-Ylang-Öl. Der geringere Ester-Gehalt begünstigt Kanangaöl für den Einsatz in Seifenparfüms.